# Championnat de Tchécoslovaquie de football 1927-1928
Navigation
Saison précédente Saison suivante
La saison 1927-1928 du Championnat de Tchécoslovaquie de football est la 4e édition du championnat de première division en Tchécoslovaquie. Les sept meilleurs clubs du pays se retrouvent au sein d'une poule unique, la First League, où les formations s'affrontent deux fois, à domicile et à l'extérieur. À l'issue du championnat, le dernier du classement est relégué et remplacé par le meilleur club de II. Liga, la deuxième division tchécoslovaque.
C'est le club du FK Viktoria Žižkov qui termine en tête du classement du championnat, avec deux points d'avance sur le SK Slavia Prague et quatre sur le tenant du titre, l'AC Sparta Prague. C'est le premier et seul titre de champion de Tchécoslovaquie de l'histoire du club.

## Les clubs participants
| - SK Kladno - FC Bohemians Prague - Cechie Karlin - Promu de II. Liga - FK Viktoria Žižkov - CAFC Vinohrady - SK Slavia Prague - AC Sparta Prague |

## Compétition

### Classement
Le barème utilisé pour établir le classement est le suivant :
- Victoire : 2 points
- Match nul : 1 point
- Défaite : 0 point

| Rang | Équipe               | Pts | J  | G | N | P | Bp | Bc | Diff |
| ---- | -------------------- | --- | -- | - | - | - | -- | -- | ---- |
| 1    | FK Viktoria Žižkov   | 18  | 12 | 8 | 2 | 2 | 41 | 20 | +21  |
| 2    | SK Slavia Prague     | 16  | 12 | 7 | 2 | 3 | 27 | 20 | +7   |
| 3    | AC Sparta Prague (T) | 14  | 12 | 6 | 2 | 4 | 36 | 18 | +18  |
| 4    | FC Bohemians Prague  | 10  | 12 | 4 | 2 | 6 | 17 | 26 | -9   |
| 5    | SK Kladno            | 9   | 12 | 4 | 1 | 7 | 24 | 39 | -15  |
| 6    | Cechie Karlín (P)    | 9   | 12 | 4 | 1 | 7 | 23 | 38 | -15  |
| 7    | CAFC Vinohrady       | 8   | 12 | 2 | 4 | 6 | 16 | 23 | -7   |

|  | Qualification pour la Coupe Mitropa 1928             |
|  | Relégation en II. Liga                               |
|  | (T) Tenant du titre (P) : Promu de deuxième division |

## Bilan de la saison
| Championnat de Tchécoslovaquie de football 1927-1928 |                                |
| Champion                                             | FK Viktoria Žižkov (1er titre) |
| Coupes et trophées                                   |                                |
| Vainqueur de la Coupe de Tchécoslovaquie 1927-1928   | Non disputée                   |
| Qualifications continentales                         |                                |
| Coupe Mitropa 1928                                   | FK Viktoria Zizkov             |
| Coupe Mitropa 1928                                   | SK Slavia Prague               |
| Promotions et relégations                            |                                |
| Promus en I. Liga                                    | SK Liben                       |
| Relégués en II. Liga                                 | CAFC Vinohrady                 |